# مزدا سنتیا

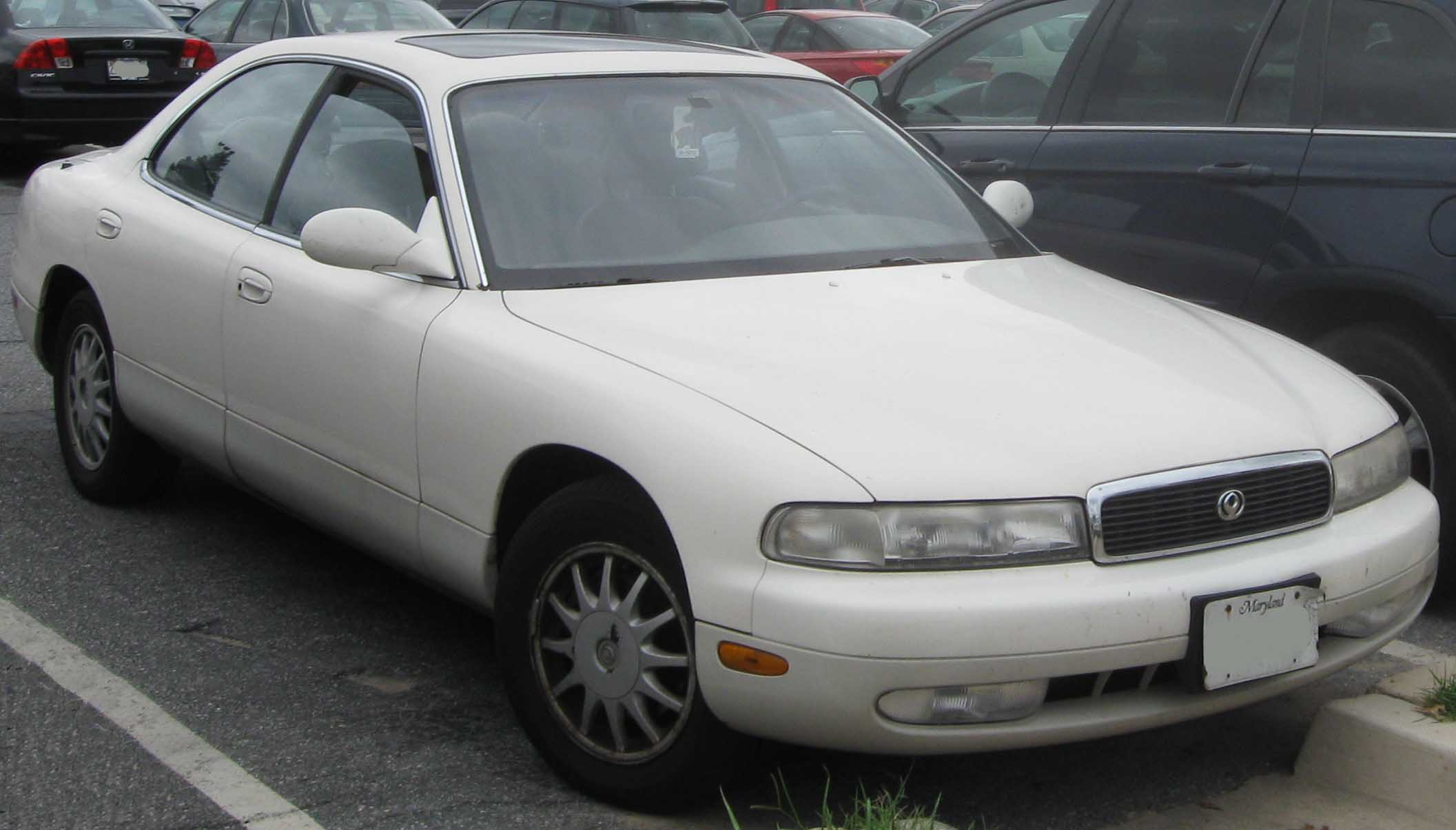

مزدا سنتیا (Mazda Sentia) خودرویی است که در سال‌های ۱۹۹۱–۱۹۹۹تولید شده‌است.
این خودرو در کلاس خودرو لوکس قرار گرفته، طراحی آن خودروهای موتور جلو-محور عقب بوده است.